# Delényes

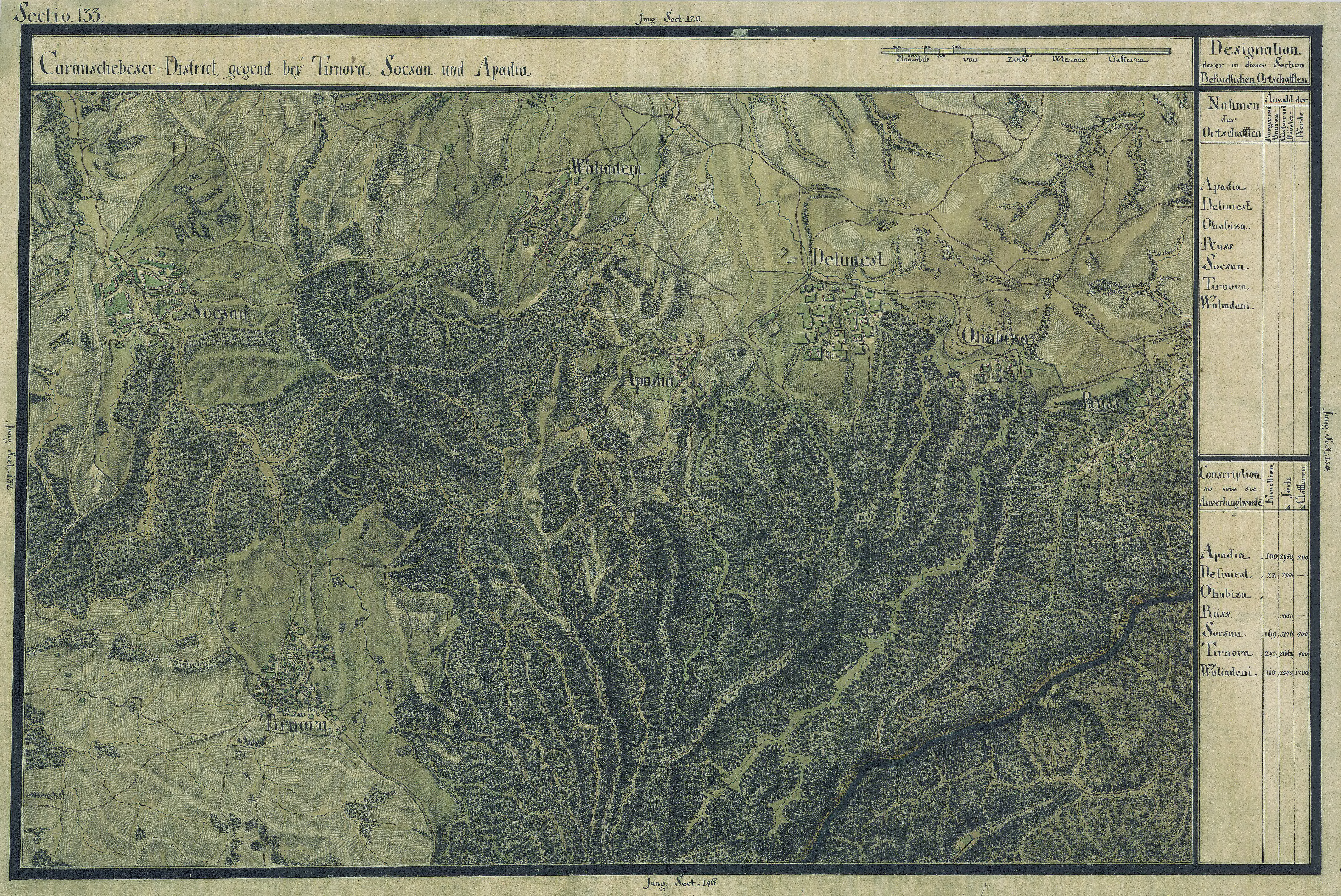
Delényes egy régi térképen

Delényes románul: Delinești, falu Romániában, a Bánságban, Krassó-Szörény megyében.

## Fekvése
Resicabányától északra fekvő település.

## Története
Delényes nevét 1433-ban Danilest in districtu Sebes formában említette először oklevél. 1433-ban és 1530-ban Denilest, 1699-ben Delenyes, 1808-ban Dellinestye, Delinyestyi, 1851-ben és 1888-ban Delinyest, 1913-ban Delényes formában említették.
1851-ben Fényes Elek írta a településről: „Delinyest, Krassó vármegyei oláh falu, erdők és hegyek között, Karánsebeshez 3 1/4 mérföldnyire: 8 katholikus, 513 óhitű lakossal s anyatemplommal, szilvásokkal, igen termékeny szántóföldekkel. Bírja Manzsiarli család.”
A 20. század elején pedig a Révai nagy lexikona írta Delényesről: „Delényes, Delinyest/Delineşti, kisközség Krassó-Szörény vármegye resiczai járásában,  1152 oláh lakos, postahivatal és telefonállomás. Határában kőszénbányák vannak az osztrák - magyar államvasút-társaság birtokában. Közelében római castrum nyomai láthatók.” 
A trianoni békeszerződés előtt Krassó-Szörény vármegye Resicabányai járásához tartozott.
1910-ben 1156 lakosából 1106 román,  42 német, 6 magyar volt. Ebből 1107 görög keleti ortodox, 38 római katolikus volt.